# Dick Rivers
Pour les articles homonymes, voir Rivers.
Hervé Forneri, dit Dick Rivers, est un chanteur de rock français, né le 24 avril 1945 à Nice et mort le 24 avril 2019 à Neuilly-sur-Seine.
Avec son groupe Les Chats sauvages, Dick Rivers fait partie, après Richard Anthony et Danyel Gérard entre autres, et à l'instar d'Eddy Mitchell et de Johnny Hallyday, des chanteurs qui ont introduit et popularisé le rock'n'roll en France au tournant des années 1950 et 1960, genre musical auquel il reste fidèle toute sa vie.
Durant ses cinquante-huit ans de carrière, il enregistre trente-trois albums studio et trois albums live.

## Biographie

### Enfance et adolescence

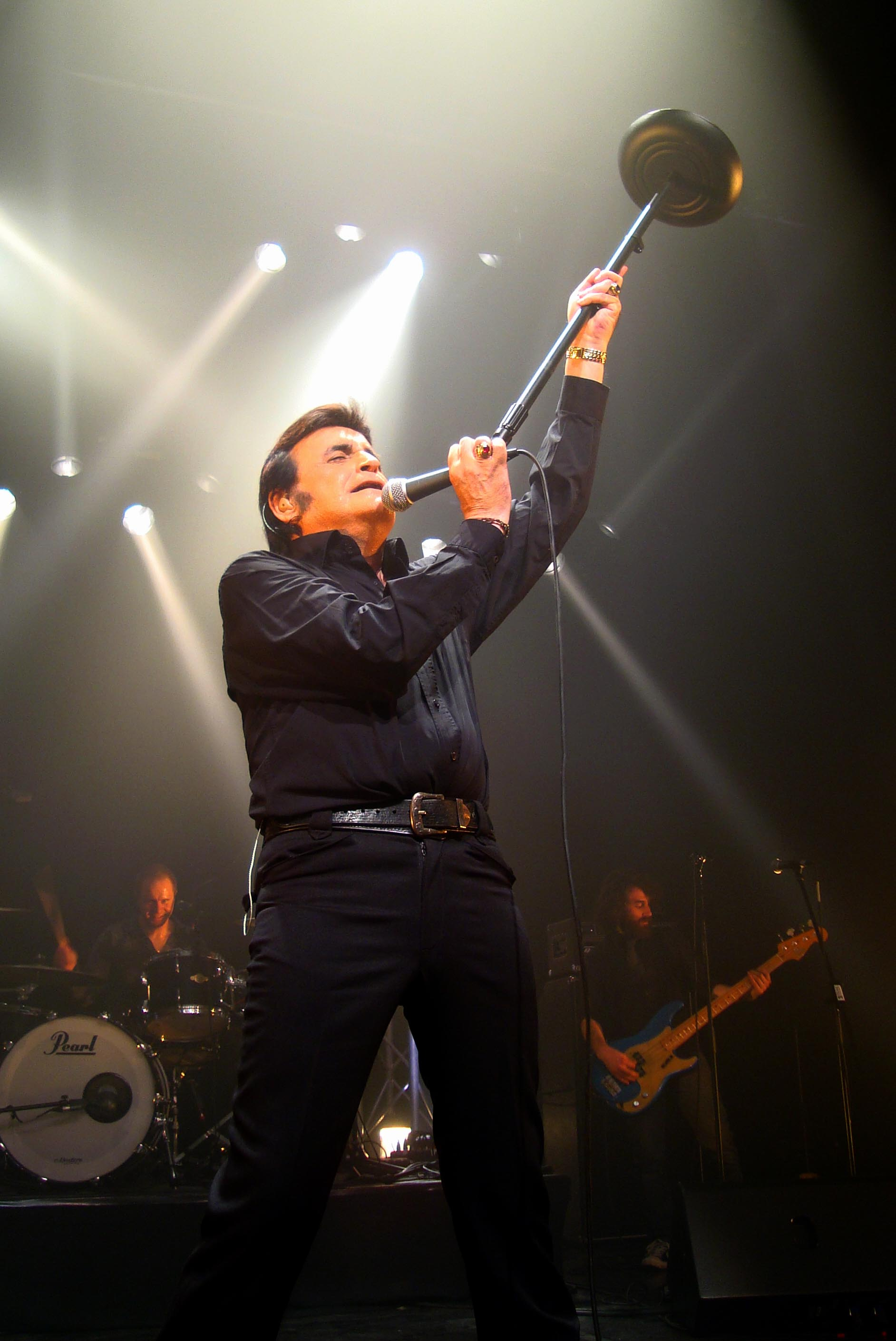
Dick Rivers sur scène en 2011.

Hervé Forneri naît le 24 avril 1945 à Nice. Fils unique d'un couple de commerçants bouchers, originaires de Belvédère, installés avenue de la République, il fait ses études dans deux institutions catholiques niçoises, le pensionnat Saint-Joseph et le lycée Sasserno. Il découvre très jeune le blues puis le rock 'n' roll grâce à la musique que diffusent les juke-box dans les bars et les magasins de disques (sa vocation naît à douze ans lorsqu'il entend Elvis Presley interpréter Heartbreak Hotel), ainsi que les films américains, tels Graine de violence, King Creole, Loving You, projetés au cinéma de son quartier, le Cinéac. Le dimanche, il est enfant de chœur à la messe du matin et, l'après-midi, va se balader avec ses parents pour voir et visiter quelques-uns des navires de guerre ancrés dans la rade de Villefranche, où une garnison américaine est installée de 1945 à 1966. Il découvre ainsi les magasins de la base militaire et, à proximité, le magasin de surplus américain.
En 1958, à Nice, il fait connaissance des frères Jean-Claude et Gérard Roboly, qui habitent chez leurs parents, boulevard François-Grosso, et dont l'aîné, Jean-Claude, est guitariste de jazz amateur. Après quelques essais et répétitions, Hervé Forneri, sous le pseudonyme Dick Rivers (du nom de Deke Rivers, personnage joué par Elvis Presley dans le film Loving You), décide de fonder, avec ces deux frères à la guitare, le groupe de rock 'n' roll Jerry Joyce and the Joycemen, qui se produit au sous-sol d'un café niçois, place Garibaldi, et dans de petites fêtes et kermesses de la région. L'année suivante, le trio fait un tour en Italie, au festival de Sanremo, pour tenter, en vain, de se faire connaître. Revenus à Nice, ils décident finalement d'essayer de percer à Paris, où ils se rendent à bord d'une vieille voiture achetée et conduite par Jean-Claude, emmenant au passage le pianiste amateur Gérard Jacquemus, alias Jack Regard, qui se met rapidement à la guitare basse pour accompagner le groupe.

### Carrière

#### Début avec Les Chats sauvages (1961-1962)
Après de nombreuses difficultés matérielles, les quatre amis désargentés sont logés chez l'oncle de Jack Regard, près de la porte de Choisy à Paris. Ils répètent dans le grenier pendant l'hiver 1960-1961 et rencontrent un jour Armand Cavallaro, batteur dans un orchestre de jazz, qui les aide à auditionner chez un éditeur de musique. Un rendez-vous est pris aux éditions Pathé-Marconi, rue Laffitte à Paris. Entre-temps ils se produisent au Marcadet Palace, rue Marcadet à Paris, dans un radio-crochet en présence de représentants de firmes de disques cherchant des groupes. Un après-midi il découvre un batteur Willy Lewis, qui joue dans une arrière salle d'un bar Place du Chatelet. Un autre rendez-vous est pris aux studios de Boulogne-Billancourt pour un essai technique, qui s'avère concluant. Le groupe est engagé avec un contrat de trois ans avec pour nom Les Chats sauvages. Un premier super 45 t. sort en mai 1961 chez Pathé-Marconi. Le succès des quatre chansons est immédiat : Le Jour J, En avant l'amour, J'ai pris dans tes yeux, Ma p'tite amie est vache. Les tubes s'enchaînent avec un deuxième super 45 t. en juillet : Trois en amour, Hey Pony !, Je veux tout ce que tu veux, Toi, l'étranger. Le groupe enregistre un premier 33 tours 25 cm de dix titres publié en octobre 1961, avec plusieurs autres tubes : Est-ce que tu le sais ? (adaptation de What'd I Say de Ray Charles), C'est pas sérieux (adapté d'un titre de Cliff Richard et The Shadows), ainsi qu'un original Twist à Saint-Tropez, qui demeure leur premier morceau emblématique.
Les Chats sauvages avec Dick Rivers et la formation rivale Les Chaussettes noires avec Eddy Mitchell, qui a débuté quelques mois auparavant, sont les deux premiers groupes de rock français marquants de ce début de décennie en France et contribuent à populariser le rock'n'roll dans l'Hexagone. D'autres groupes vont se former ensuite : Les Pirates, Les Fantômes, Les Vautours...
Alors qu'ils ont déjà enregistré cinq super 45 tours et deux 33 tours en treize mois de succès, Dick Rivers veut désormais faire une carrière solo et soutenu par son directeur artistique de l'époque, Jean-Paul Guiter, il quitte alors brutalement la tournée d'été en août 1962 après la fin d'un gala à Nantes à cause d'une profonde mésentente chronique[réf. nécessaire] et de disputes fréquentes.

#### Dick Rivers en solo dans les années 1960

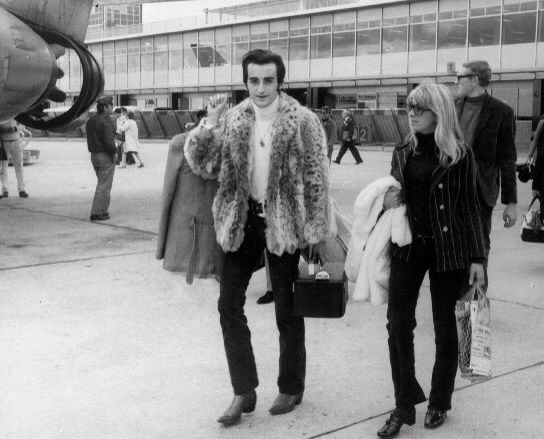
Dick Rivers en 1966 avec sa femme, Micheline partent en voyage. Les santiags et la banane inspirent à Antoine de Caunes et Laurent Chalumeau le personnage parodique de Didier l'Embrouille dans Nulle part ailleurs dans les années 1990.

En septembre 1962, sur les conseils de Jean-Paul Guiter, il entame sa carrière en solo avec l'enregistrement puis la sortie du super 45 tours Baby John, qui est un succès et se vend à 200 000 exemplaires. Dick Rivers passe alors durant une semaine en vedette au Théâtre de l'Étoile à Paris, accompagné de son nouveau groupe anglais, les Krewkats. En fin d'année, un premier 33 tours, intitulé Je suis bien et contenant le succès Baby John, est édité. Les Krewkats participent à l’enregistrement de plusieurs titres.
En 1963, il revient plus rock et avec un aspect de crooner inspiré de Gilbert Bécaud. Il sort au cours de l’année divers 45 tours,,,, et en novembre paraît son plus gros succès jusqu’alors qui est le 45 tours Tu n'es plus là, adaptation française de Blue Bayou de Roy Orbison,. Il enchaîne alors immédiatement avec de nombreuses représentations où il croise notamment Lucky Blondo ou encore Françoise Hardy. Sa popularité croît ainsi fortement, et il fait par exemple la une des magazines musicaux tels que Disco-Revue ou Salut Les Copains.
En 1964, Dick Rivers sort son premier véritable album solo, qui contient Tu n’es plus là ainsi que le nouveau succès Rien que toi,. En novembre, Dick Rivers partage l'affiche de l'Olympia, à Paris, avec les Beach Boys à l'occasion d'un Musicorama. L'année suivante, le chanteur sort la version française du tube des Moody Blues Go Now, devenue Va t'en, va t'en et atteint bientôt la première place au hit-parade de la célèbre émission Salut les copains, sur la station de radio Europe no 1.
Il effectue plusieurs tournées en France et, en 1965, il se lance à la conquête du Canada, pour de nombreuses dates. Il s’y produit ainsi devant plus de 30 000 spectateurs en trois jours, et il poursuit ensuite ses représentations au cours d’une tournée sur les routes de France où Ronnie Bird et Olivier Despax font sa première partie.
Dick Rivers adapte certains standards des Beatles et, en 1965, il est le seul chanteur français invité par le groupe lors de l’émission spéciale Music of Lennon and Mac Cartney, honorant le partenariat John Lennon-Paul McCartney,.
Il figure sur la « photo du siècle », regroupant 46 vedettes françaises de l'époque du yéyé, prise en avril 1966 par le photographe Jean-Marie Périer.
La même année sort l’album de rhythm and blues Mister Pitiful, qui contient des adaptations de titres d'Otis Redding, du Spencer Davis Group, de Chris Kenner, ainsi qu'un hommage à Elvis Presley (Mon ami lointain). De ce disque est issu le single Viens me faire oublier, qui connaît un immense succès au Québec, s‘y classant no 1, et devenant disque d’or l’année suivante. La popularité de Dick Rivers au Québec est alors très importante, et est ensuite confirmée en 1967 avec la sortie du single Jéricho qui devient aussi un tube. Le chanteur en profite donc pour retourner au Canada et y entamer une tournée d’une vingtaine de représentations.
Alors qu'il a déjà cinq millions de disques vendus à son actif[réf. nécessaire], Dick Rivers se rend aux États-Unis, dans les studios de Muscle Shoals en Alabama, au cœur du Sud profond, pour enregistrer son prochain album avec les musiciens de rhythm and blues et de soul music d’Aretha Franklin. L'album, intitulé Dick Rivers story, sort en 1968 et comprend notamment les titres Viens tout connaître, adaptation de Girl You’ll Be a Woman Soon, Personne ne m'aime, adaptation de Solitary Man, ou encore Madame et Le Charlatan.
La même année, il permet à Alain Legovic (futur Alain Chamfort), de sortir son premier super 45 tours intitulé L’Harmonica, chez Pathé-Marconi,,.
En 1969, il réalise un vieux rêve : rencontrer son idole, Elvis Presley, avec qui il s’entretient quelques minutes après un concert à Las Vegas[réf. nécessaire].

#### Carrière dans les années 1970
La fin des années 1960 semble un peu plus difficile pour lui : en effet, la vague yéyé est passée et le mouvement hippie en pleine expansion met sur la touche un certain nombre d'artistes comme Dick Rivers. Passage à vide et expérience étrange, le rocker-crooner s'associe à Gérard Manset en 1969 pour L'Interrogation, un concept-album en forme de comédie musicale avec 72 musiciens formant un orchestre symphonique, dirigé par Paul Piot. Dans cet album, devenu culte avec le temps, Gérard Manset écrit et déclame les textes, et une partie des chansons est écrite par Bernard Ilous et Alain Le Govic. Cependant, ce disque désarçonne les fans de Dick Rivers par la variété de styles musicaux qui y sont abordés : bossa nova et flamenco dans La Couleur de l’amour et La Ville nue ; blues dans Le Condamné (au matin) ; folk dans J’aime une fille... En 2016, lors de la réédition de l'album, il en dit que c'est celui dont il est « le plus fier ».
Au Québec, Dick Rivers est toujours aussi apprécié et cela lui permet de remonter sur scène avec le groupe Labyrinthe. Il enregistre ensuite en 1971 un album de standards de rock'n'roll en anglais réarrangés, Dick'n'roll. Il récidive en 1972 avec un second puis un troisième volume intitulés respectivement The Rock Machine et Rokin’ along… the rivers countryside.
À partir de cette même année, Dick Rivers entame une collaboration avec un certain Alain Bashung, encore inconnu du grand public, alors directeur artistique de sa maison de disques. Ce dernier participe comme compositeur, coréalisateur ou réalisateur à quatre de ses albums, entre 1972 et 1974 : The Rock Machine, Rockin' along… the River's country side, Va, Va, Va et Rock & roll Star. Durant cette même période, Bashung et lui enregistrent ensemble quelques singles ainsi qu'un album de classiques américains, sous le nom de Rock Band Revival, dans lesquels chacun chante à son tour.
Cependant,  Dick Rivers continue de sortir des disques en français comme le single Marilou, l’album Va, Va, Va (1973), ou bien l’album Rock'n'roll Star (1974), duquel sont issus le single éponyme, et ceux intitulés Hey Mamy et Maman n'aime pas ma musique. C’est surtout ce dernier titre qui connaît alors le succès en s'écoulant à près de 100 000 ventes en 1974, et devenant disque d’or l’année suivante.
Grâce à ce succès, il peut partir enregistrer à Londres son prochain album, de décembre 1974 à janvier 1975. Celui-ci, intitulé The Dick Rivers Connection, est constitué de titres en anglais, dont la version originale de Maman n'aime pas ma musique, Mama sure could swing a deal, et paraît durant l’année.
Toujours attaché à la culture et particulièrement à la musique américaine, il part cette fois pour la Louisiane, au studio « In The Country » de Bogalusa, près de la Nouvelle-Orléans,, et, accompagné par des musiciens d'outre-Atlantique, il publie en 1975 l'album de country-rock Mississippi River's, porté par la ballade Faire un pont, et dont la pochette est dessinée par Morris, le créateur de Lucky Luke. Cet album est un succès public et critique.
Il retourne à Bogalusa pour enregistrer avec des musiciens d’outre-Atlantique son album suivant, Dixie, qui sort en 1977, puis pour un troisième, Je continue mon rock'n'slow, qui sort en 1978,,. Est issu de cet album le titre Roule pas sur le Rivers, adaptation française de Proud Mary de Creedence Clearwater Revival, signée Serge Koolenn, parolier du groupe Il était une fois.

#### Carrière dans les années 1980

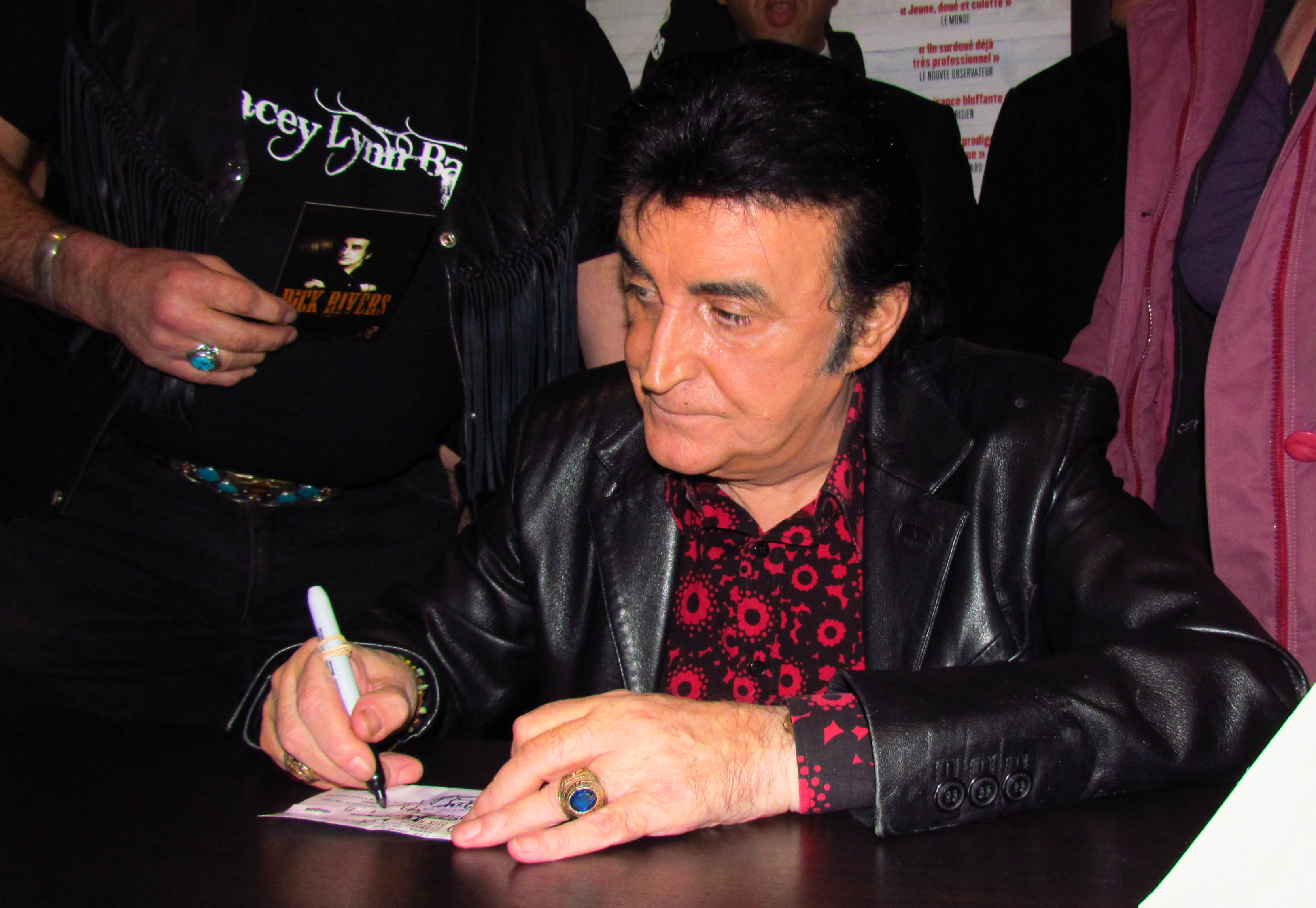
En dédicace après un concert.

Si, durant les années 1980, les albums studios de Dick Rivers passent relativement inaperçus, quelques singles ponctuent cependant sa carrière, comme Cinderella (1982), Les Yeux d’une femme (1983), Nice Baie des Anges (1984), un des principaux tubes de sa carrière — paru en single et dans la compilation homonyme —, Baby Doll (1985) ou encore N’en rajoute pas mignonne (1986), qui connaît un certain succès. Ces derniers singles ont tous trois été composés par Didier Barbelivien.
L’album Tendre Teddy Boy, sorti en 1980, est enregistré dans les studios de Pathé-Marconi EMI, à Boulogne-Billancourt, dans le studio « In The Country », en Louisiane, dans le studio « Salty Dog », à Los Angeles, et aux studios Odyssey Sound.
Au printemps 1981, son manager, Daniel Margules, lui demande de reformer les Chats Sauvages pour marquer les vingt ans du groupe le temps d'un album. Après avoir rassemblé les frères Roboly et le batteur Willy Lewis pour de nombreuses répétitions, le disque est enregistré au château d'Hérouville en août 1981 et sort en fin d'année, sous le titre Les Chats Sauvages 1982. Dick Rivers chante dix chansons, avec quelques textes de Thierry Séchan, Mike Shannon, et une chanson de Willy Lewis, Love, love, love, qui est le titre phare de l'album. Cette même année, l'album de Dick Rivers Sans légende enregistré en Angleterre juste avant celui du groupe, passe presque inaperçu.
Diversifiant ses activités, pendant dix ans, entre 1982 et 1992, il anime sur Radio Monte-Carlo une émission quotidienne consacrée au rock intitulée L'Âge d'or de la pop music, d'après le livre encyclopédique de François Jouffa et Jacques Barsamian. En 1986, Dick Rivers participe au clip Viens boire un p'tit coup à la maison du groupe Licence IV, où on le voit en compagnie de Carlos, Patrick Sébastien, Sim et Paul Préboist. La même année, il sort un premier livre de souvenirs intitulé Hamburger, pan-bagnat et rock'n'roll. Il récidive en 1989 avec un premier roman Complot à Memphis.
La fin de cette décennie est marquée par la sortie, en 1989, de Dick Rivers présente Linda Lu Baker, double album-concept relatant l'histoire d'une star des années 1950 et auquel participent, entre autres, Francis Cabrel, Liane Foly, Eddy Mitchell, Gold ou encore les Américains du Golden Gate Quartet,.

#### Carrière dans les années 1990
En 1990, après de nombreuses années d'absence sur les planches, Dick Rivers entame, avec Francis Cabrel et son orchestre, une tournée commune intitulée Rock and Roll Show, interprétant ensemble et en anglais des standards américains du rock. Dick Rivers dit plus tard à propos de l’origine de ce projet : « Nous étions passés tous les deux dans une émission de télévision sur les 25 ans des Beatles qui avait été tournée à l'Olympia [le 28 mars 1987]. Il m'avait vu faire un tabac et m'a dit : “Mais pourquoi ne remontes-tu pas sur scène ?” À l'époque, je ne faisais plus de scène et je lui ai expliqué que je n'étais pas organisé pour ça… [il a répondu :] “Je m'occupe de tout !” »
En 1991 sort l'album Holly Days in Austin, un disque hommage au rocker Buddy Holly enregistré à Austin (États-Unis) dont les textes français sont dus à Bernard Droguet.
En 1993 sort au Canada, où il est toujours aussi apprécié, une compilation de ses meilleures chansons de la période 1961-1969. Nouveau succès pour le rocker français, qui se lance alors dans une tournée triomphale dans ce pays où il n’était pas retourné depuis plus de vingt ans. Il passe ainsi dans le théâtre Capitole de la ville de Québec, où il enregistre son tout premier album live En Concert au Capitole, publié en 1994. La même année, il sort une nouvelle compilation intitulée Very Dick, publiée cette fois en France, et retraçant ses quelques trente-trois ans de carrière.
En 1995, année marquée par un véritable retour discographique, Dick Rivers sort l'album original Plein Soleil, produit par Patrick Coutin. Entre ballades, country et ambiances tex-mex, le disque sonne américain, avec un son actualisé. D'après les critiques, le meilleur album du chanteur depuis longtemps[réf. nécessaire]. Il marque un tournant dans sa carrière, notamment car ses albums, à partir de ce dernier, sont dorénavant composés majoritairement de titres originaux et non plus de reprises anglo-saxonnes, et sont globalement mieux reçus par la critique.
En novembre 1995, motivé par ses récents succès, il remonte sur scène à Bobino à Paris pour dix jours. Entouré de musiciens américains, il apparaît très en forme, cheveux noir corbeau, silhouette longiligne et indispensables santiags, pour parfaire le tableau. Son fils Pascal (né en 1965), devenu réalisateur de clips, est là pour filmer le retour sur scène de son chanteur de père. Le double album Authendick enregistré à Bobino sort en 1996.
En 1997, après un concert pour fêter ses cinquante ans à Disneyland Paris, il se produit pour un concert unique à l'Olympia le 8 janvier (date anniversaire de la naissance d'Elvis Presley). Le bassiste d'Eric Clapton et Mick Taylor (ex-Rolling Stones), viennent prêter main-forte pour cette soirée éminemment rock'n'roll.
Au début de l'année 1998, décidé à produire un travail de plus en plus personnel, même s'il ne laisse pas tomber ses vieilles passions, le chanteur à la voix grave sort un nouvel album : Vivre comme ça. Seize auteurs et compositeurs participent à l'écriture des treize morceaux : André Manoukian, David McNeil, Marc Morgan etc. Sur cet album, dans la chanson intitulée La Trahison des mots, le chanteur évoque le show-biz et ses « requins ». Sa tournée promotionnelle passe par le Casino de Paris du 24 au 26 avril 1998.
En 1999, Dick Rivers, interprétant un inspecteur, joue dans son premier film, La Candide Madame Duff, de et avec Jean-Pierre Mocky. La même année, il donne près de soixante concerts en France, en Belgique et en Suisse.

#### Carrière dans les années 2000

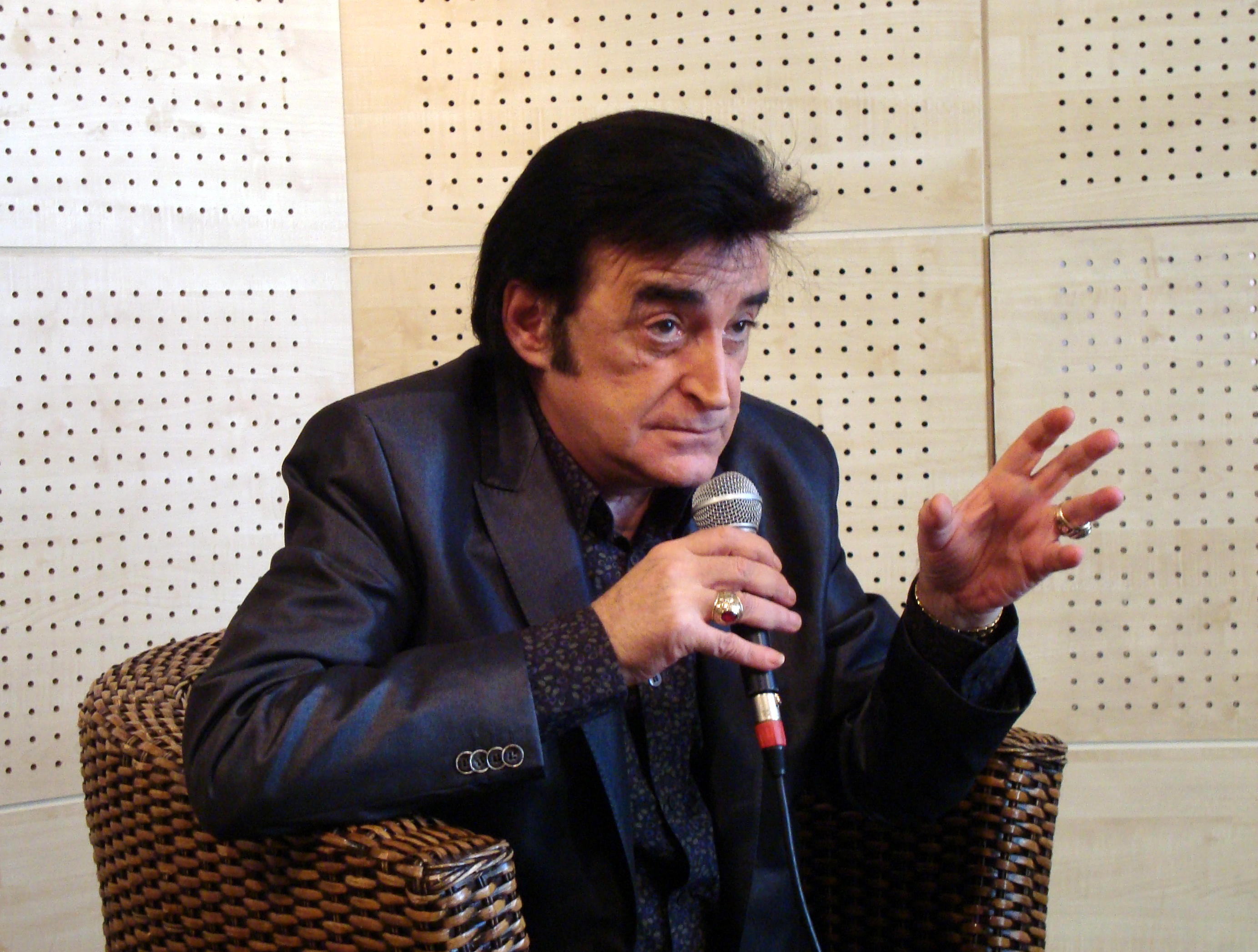
Promo de L'Homme sans âge en 2008.

Le 28 mars 2000, il donne un concert à Paris puis retourne en Province et à l'étranger pour une nouvelle série de concerts. En novembre 2000, il retrouve Austin (Texas) pour enregistrer l'album qui marque ses 40 ans de carrière, intitulé Amoureux de vous, sorti en octobre 2001, et réalisé en collaboration avec Patrick Coutin. Les textes sont confiés à des gens aussi différents que Philippe Labro, Francis Basset ou Thierry Sforza. Dans un esprit rock'n'roll, la pochette présente une pin-up avec, dans le dos, un tatouage à l'effigie du chanteur. À 56 ans, le rocker fait son chemin tranquillement alliant la variété au rock'n'roll “à papa”.
Parallèlement à son activité musicale, on le retrouve au printemps 2001 comme écrivain d’un roman intitulé Texas Blues, le deuxième après Complot à Memphis en 1989, dont l'action, cette fois encore se passe aux États-Unis et qui raconte une histoire d'amour sur fond de rock'n'roll.
Puis, dès septembre 2002, Dick Rivers revient à la radio et présente, sur France Bleu, Very Dick, une émission retraçant la grande histoire du rock. Par ailleurs, il continue à donner des concerts dans l'Hexagone et s'illustre notamment au Petit Journal Montparnasse les 24 et 25 octobre. Hors scène, il prête sa voix au tigre Shere Kahn dans le dessin animé de Walt Disney Le Livre de la jungle 2.
En 2003, Dick Rivers poursuit son expérience cinématographique et tourne dans la comédie de Jean-Pierre Mocky, Le Furet, aux côtés de Jacques Villeret et Michel Serrault. Le 7 octobre sort son album Autorivers, un best-of qui reprend les vingt grands titres du rocker dont deux inédits écrits par Axel Bauer, Je traverse sans regarder et Je m'en fous, et une nouvelle version inédite de Faire un pont.
En 2004, Dick Rivers fait ses débuts sur les planches au Théâtre National de Chaillot[réf. nécessaire], où il joue Les Paravents, de Jean Genet, Mise en scène par Jean-Baptiste Sastre, la pièce est un succès. Cette expérience, une première pour Rivers, continue du 8 janvier au 3 février. Il poursuit sur sa lancée d'acteur en doublant le singe Zugor dans Tarzan 2.
Dick Rivers est l'invité personnel du réalisateur américain George Lucas lors du festival de Cannes en 2005 à l'occasion de la sortie mondiale de Star Wars, épisode III : La Revanche des Sith.
La fin de l'année 2005 est propice à la réflexion et, en dehors de la présentation tous les samedis soirs de l'émission érotique Paris Playmate, l'ultime séance sur la chaîne de télévision Paris Première, Dick Rivers cherche à évoluer musicalement. Francis Cabrel, Mickey 3D, Benjamin Biolay, Mathieu Boggaerts et Axel Bauer sont ses nouveaux complices d'écriture. Résultat : l'album Dick Rivers, le 30e de sa carrière, sort le 27 mars 2006, et donne un coup de fouet à la carrière du rocker.
En mai, le chanteur publie Rock n'Roll, un livre autobiographique qui retrace sa carrière, dont il célèbre les 45 ans lors de concerts tout au long de l'année 2006. Au mois de juillet, la Bretagne le reçoit à l'occasion du Festival des Terres-Neuvas, aux côtés de Chuck Berry ou Jerry Lee Lewis. Avant de s'offrir les Francofolies de la Rochelle, où il organise une soirée anniversaire baptisée Fête à Dick, Dick Rivers participe au festival de blues d'Avoine Zone Groove, en Touraine. Son dernier album, Dick Rivers, est alors réédité en version collector et comprend une version de I Walk the Line de Johnny Cash, l'une des idoles de l'ancien Chat Sauvage.
Dick Rivers se produit plusieurs fois sur scène pendant l'année 2007, notamment lors d'un festival country à Mirande dans le sud de la France, en Belgique et à Coudekerque-Branche, près de Dunkerque. En octobre, il part pour une tournée au Canada, et en profite pour sortir un DVD et une compilation de ses meilleurs titres. En novembre, il se produit trois soirs consécutifs au Québec (Montréal et Québec).
Le 16 juin 2008, sort L'Homme sans âge, un album enregistré à Londres, entièrement écrit et composé par le jeune auteur-compositeur prometteur, Joseph d'Anvers, rencontré deux ans plus tôt aux Francofolies de La Rochelle. Ce nouvel opus, composé de douze titres, traitant d'amours déçus, de vieillesse et de solitude, est salué par la critique. Pour l'enregistrement Dick Rivers s'entoure, notamment, de Kevin Bacon et Jonathan Quarmby (à la réalisation), du guitariste Marc Sherridan, du batteur Larry Ciancia et des quelques touches de chant et d'harmonica de Joseph d'Anvers.

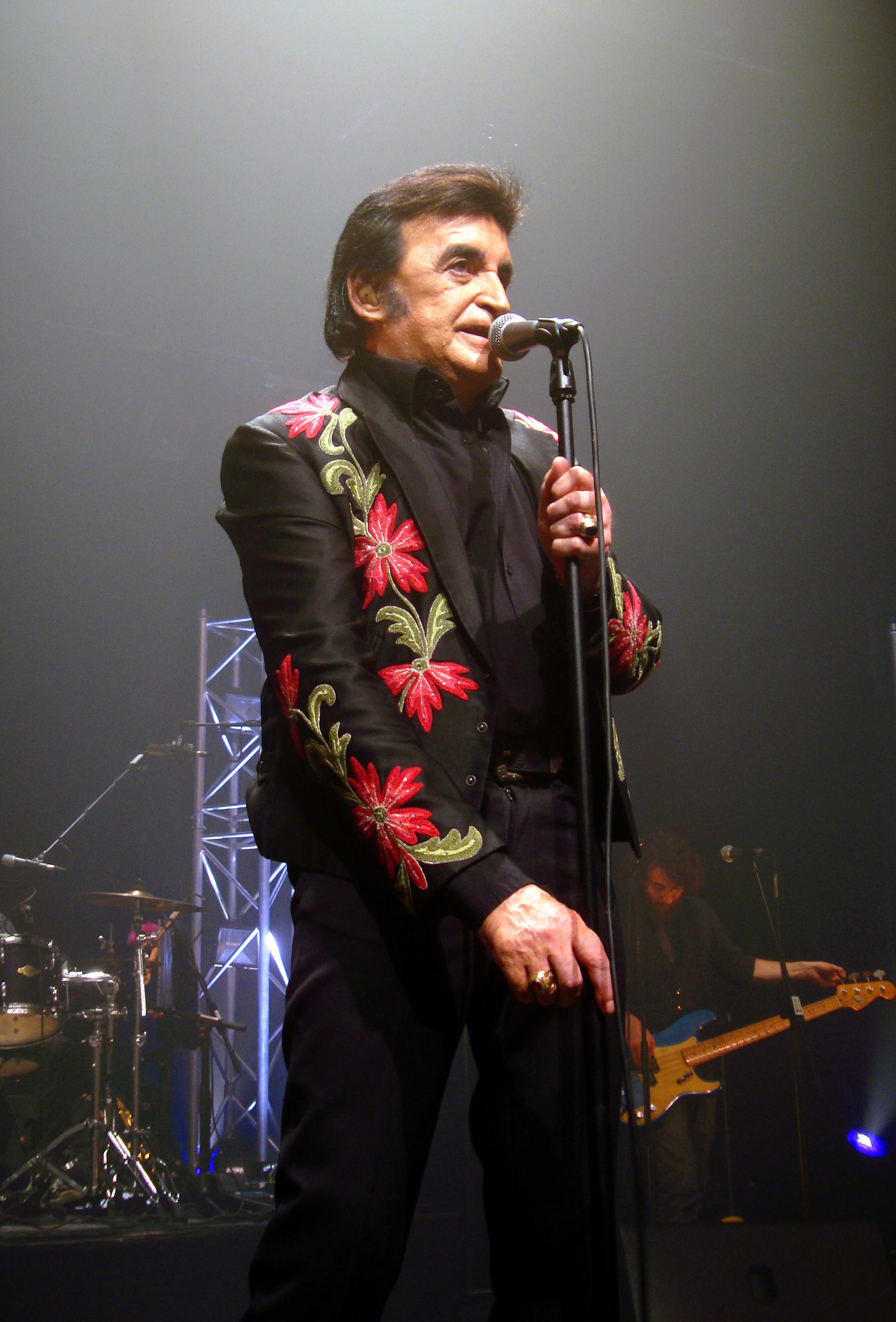
Dick Rivers, rock'n'slow.

Dick Rivers fait un retour sur scène en décembre 2008, au nouvel Alhambra de Paris, où il présente une rétrospective de sa carrière solo. Tout au long de l'année 2009, il donne plusieurs concerts en France mais aussi à l'étranger. On le retrouve en effet en mai au festival de Victoriaville au Québec et en juillet sur la scène du Festival d'été de Québec.

#### Carrière dans les années 2010
En 2010, Francis Cabrel et lui se retrouvent une nouvelle fois sur scène, au Bataclan.
Dick Rivers fête ses 50 ans de carrière en mai 2011 et sort, pour cette occasion, un album et un livre tous deux nommés Mister D et mis en vente le 31 octobre. Mister D l'album, aux morceaux sombres et rock, pour la plupart concoctés par Oli le Baron. Certains textes sont signés du parolier Jean Fauque et, à nouveau, de Joseph d'Anvers. On remarque sur l'album la présence d’Olivier le Baron et de Junior Rodriguez (chanteur du groupe de métal parisien Darkness Dynamite), ici officiant à la batterie. Parallèlement, le livre Mister D sort en librairie, avec les confessions de Dick Rivers recueillies par Sam Bernett. Pour une soirée de gala au Casino de Paris, Dick Rivers donne un concert en novembre 2011.

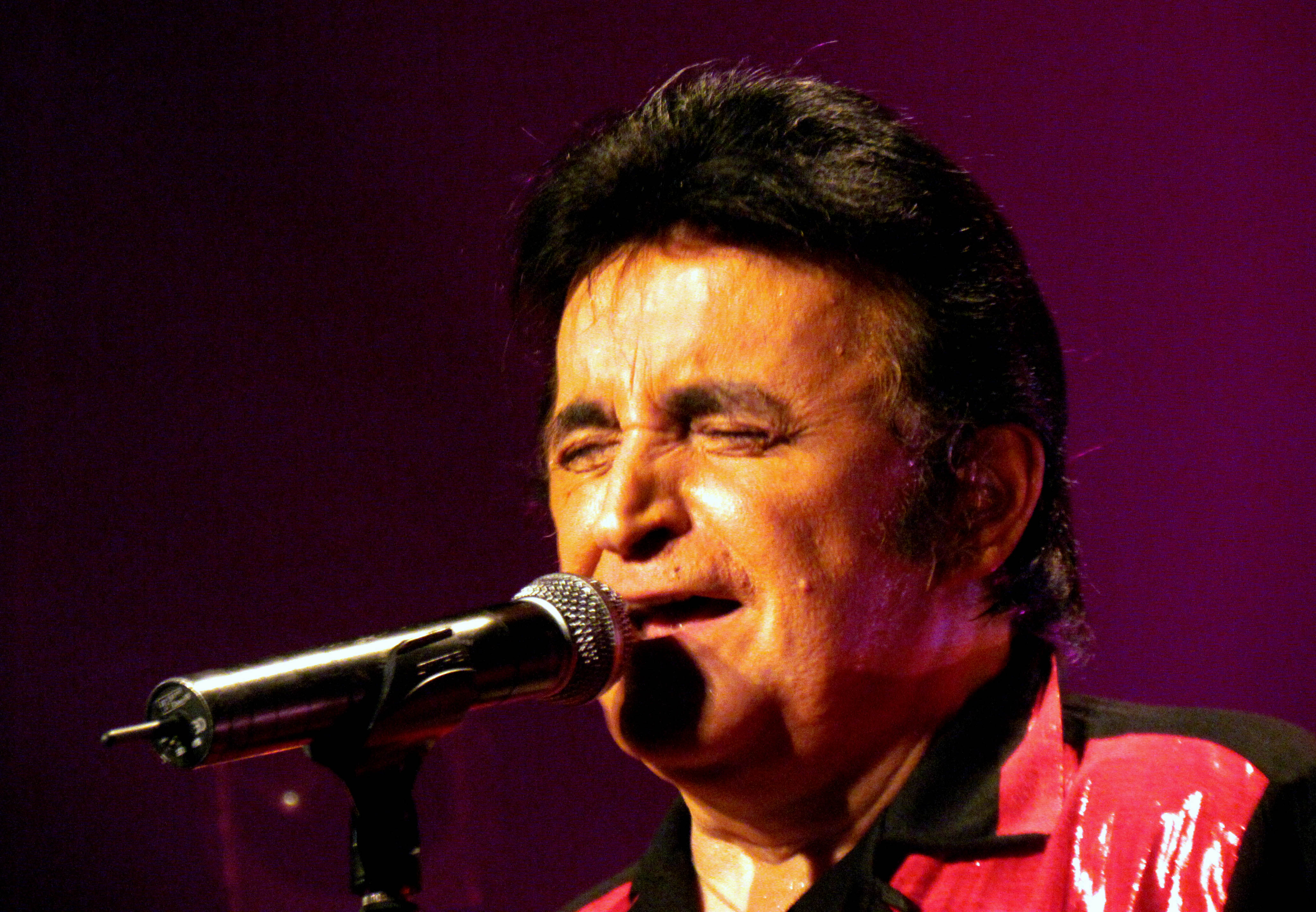
Dick Rivers en 2011.

Le chanteur retrouve son public lors d'une nouvelle tournée, qui le mène notamment à l'Olympia le 31 mars 2012, une scène sur laquelle il ne s'est pas produit depuis une dizaine d'années. L'enregistrement de ce concert, où Dick Rivers alterne ses classiques et des nouvelles chansons, donne lieu à l'album live Gran' Tour, qui sort en DVD, CD et vinyle en novembre 2012. Il tourne en France, jusqu'au 2 novembre.
Il est invité sur un titre du livre-album Le Grand Bazar (paru en avril 2013) du groupe de rock français Weepers Circus.
En avril 2013, il est président du jury de RSP Star, un concours étudiant de chansons organisé par la webradio de Sciences Po Paris, Radio Sciences Po.
En mai 2014, il sort un nouvel album nommé Rivers, sous le label Verycords et s’offre quelques belles signatures parmi lesquelles celles de Francis Cabrel, Georges Moustaki, ou Joseph D'Anvers. Oli le Baron, qui avait déjà réalisé Mister D, est aux manettes de ce nouvel opus aux sonorités country-rock. En novembre de la même année, à la suite d'une chute dans un escalier chez lui ayant entraîné un traumatisme crânien, Dick Rivers est contraint d'annuler sa tournée de concerts qui devait démarrer en janvier 2015 et promouvoir son dernier album,,.
Après avoir longtemps hésité, Dick Rivers accepte pour la première fois de participer à Âge Tendre, la tournée des idoles, qui fait le tour des grandes salles de France entre janvier et avril 2018, aux côtés notamment de Sheila, Nicoletta, Dave, Michèle Torr ou Isabelle Aubret. Il interprète sur scène un medley des Chats Sauvages (Est-ce que tu le sais ? / C'est pas sérieux / Twist à Saint-Tropez) - Faire un pont - Nice baie des anges - Maman n'aime pas ma musique.
En 2018, après l'avoir interprétée pour l'émission Taratata à la télévision, il enregistre une reprise du tube de la chanteuse Rose Laurens Africa, en duo avec Julien Doré sur l'album acoustique de ce dernier, Vous & moi.
Après la tournée Âge tendre, pour laquelle il effectue 62 concerts, il part pour une tournée solo — intitulée 100 % rock'n'roll — d'une vingtaine de dates dans plusieurs villes et festivals de France à partir de mai 2018. En décembre, il se produit dans sa ville natale, Nice. Il effectue son dernier concert le 16 décembre de la même année dans la commune vauclusienne du Thor.

#### Mort

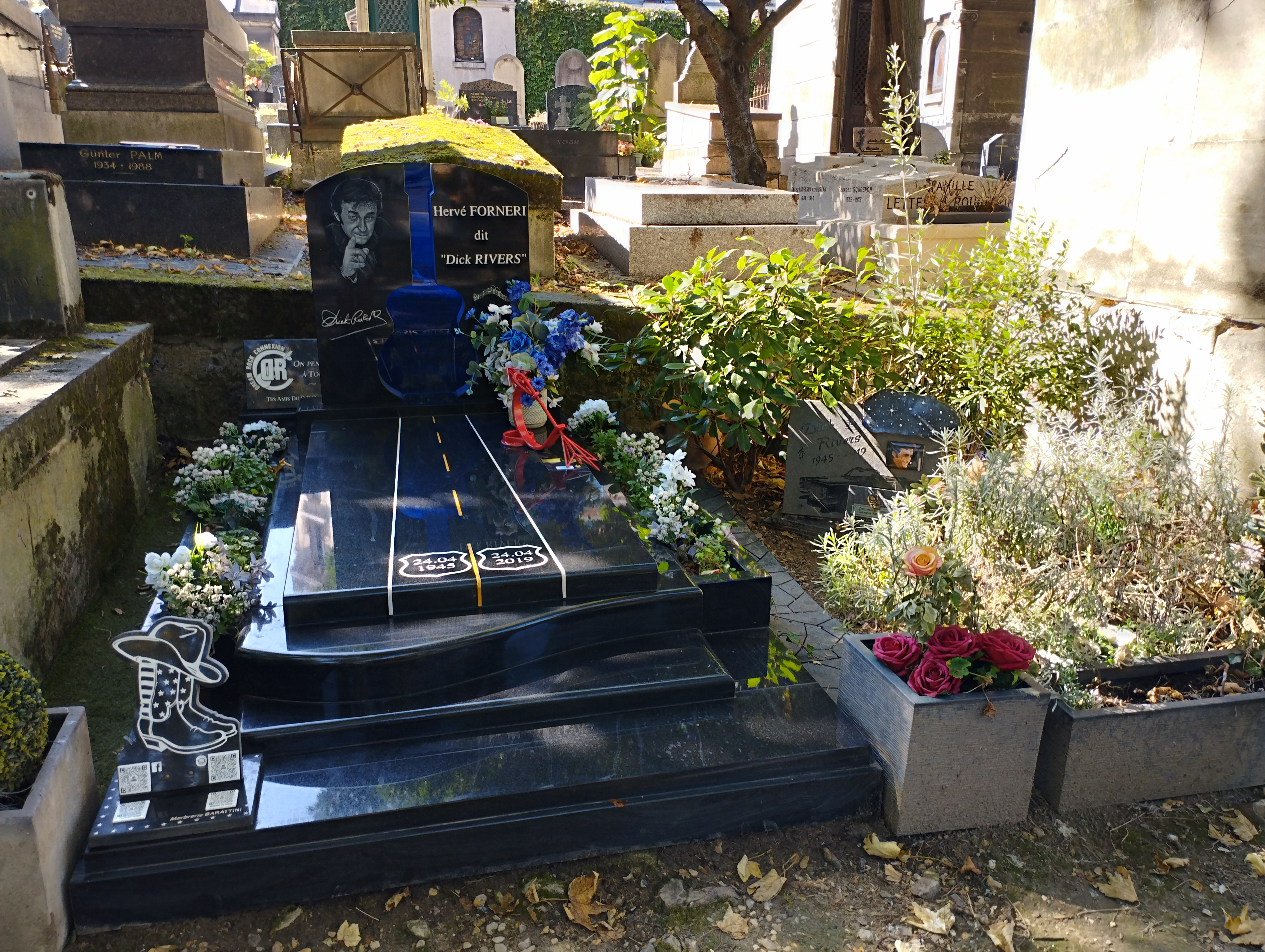
Tombe de Dick Rivers au cimetière de Montmartre (division 11).

Dick Rivers meurt le 24 avril 2019, à l'hôpital américain à Neuilly-sur-Seine le jour même de ses 74 ans des suites d'un cancer découvert deux mois plus tôt, à la suite d'une visite médicale, se sentant fatigué, alors qu'il avait prévu de poursuivre sa tournée tout au long de l'année,.
Il est inhumé le 2 mai au cimetière de Montmartre (division 11), après une cérémonie à l'église Saint-Pierre de Montmartre en présence de plus de quatre cents admirateurs et de très nombreuses personnalités. Sa sépulture est originale, la pierre tombale  — figurant une route avec ses dates de naissance et de mort dans des écussons comme ceux indiquant le nom des routes aux États-Unis, telles la fameuse route 66 — est surplombée d'une stèle gravée de son nom, de son surnom, de sa signature et de son portrait et ajourée d'une vitre bleue en forme de guitare.

### Vie privée

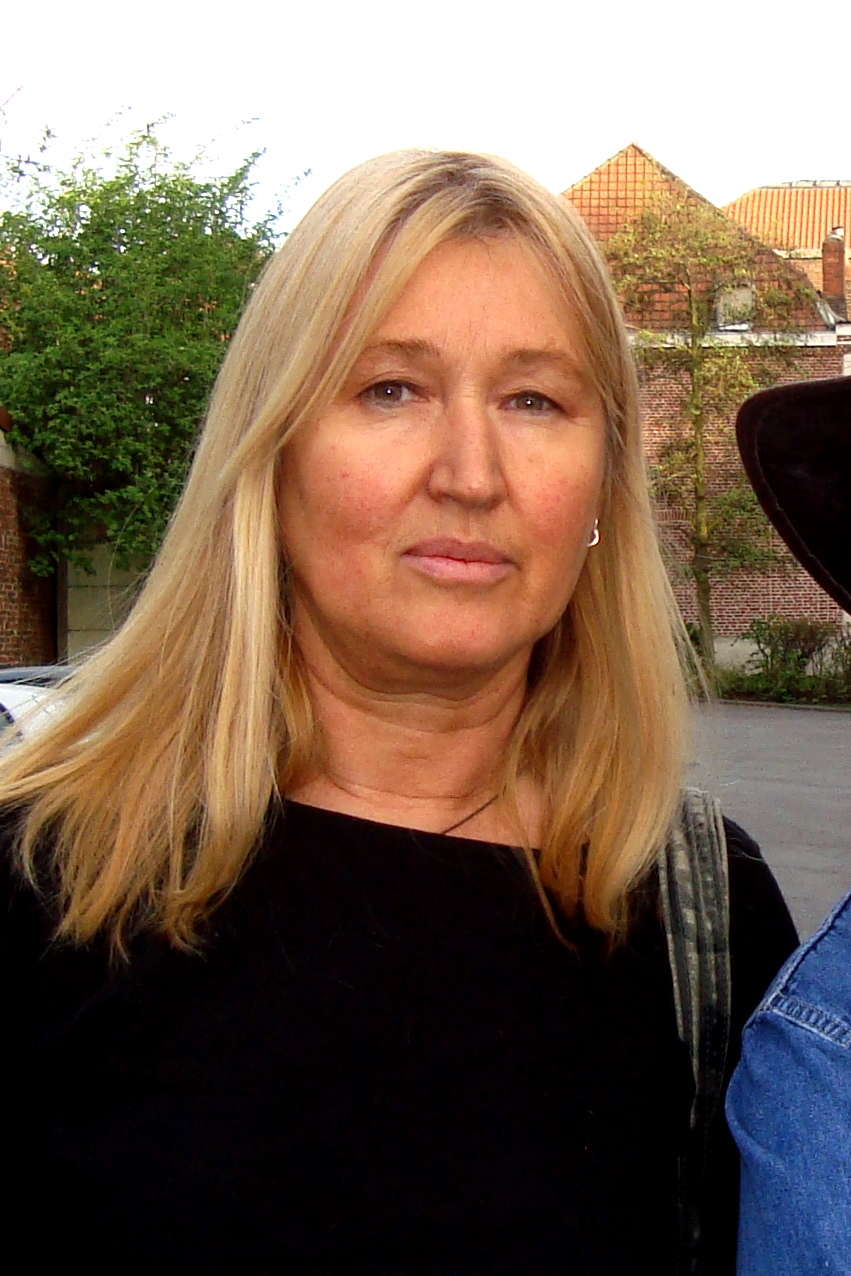
Babette, la dernière compagne de Dick Rivers.

Dick Rivers a un fils unique, Pascal Forneri (1965-2021), de son union avec sa première épouse, Micheline Davis-Boyer, fille de Mamy Scopitone et script-girl, qu'il épouse à Saint-Cloud le 24 avril 1965.
Après quelques dizaines de mois de vie commune, lors d'un voyage à Bruxelles, en 1966, il rencontre Monique dite «Mouche», une productrice de musique. Il en tombe amoureux, adopte Natala, sa fille, et vit en famille avec elles durant treize ans dans leur maison de Montmartre, se ressourçant souvent dans son ranch à Pompignan.
Le couple divorce en 1980, car Dick Rivers mène une double vie avec Babette, rencontrée à Toulouse en 1979, et avec laquelle il vit jusqu'à la fin de ses jours.

## Influence
Dick Rivers, influencé par le rock américain et anglais à ses débuts, a régulièrement interprété des adaptations françaises de chansons d'Elvis Presley, Johnny Cash, Bob Dylan, Roy Orbison, Jerry Lee Lewis, Carl Perkins, Willie Nelson, Cliff Richard, Little Tony et les Beatles notamment.

## Discographie
La discographie de Dick Rivers comprend une trentaine d'albums studio originaux en solo, trois albums live, cent soixante et onze singles et trente-huit super 45 t..

### Albums en studio
- 1961-1962 : Pour sa discographie avec Les Chats sauvages voir (7 super 45 t. et 2 Albums 33 t. 25 cm, Pathé-Marconi).

- 1962-1963 : Je suis bien (33 t. 25 cm 10 titres, Pathé-Marconi, 1962, repris dans le CD Baby John + 10 bonus dont 3 inédits de 1963, Magic Records/EMI, 1998 et EMI, 2001)
- 1964 : Rien que toi  ou Dick (33 t. 13 titres, Pathé-Marconi, 1964 et rééd 1966 sous le nom Reminiscenses of - Vol. 1 et en CD de 20 titres, Magic Records/EMI, 1999 et EMI, 2001)
- 1964 : Je ne suis plus rien sans toi ou Dick (33 t. 12 titres, Pathé-Marconi, rééd. 1966 sous le nom Reminiscenses of - Vol. 2, et en CD + 8 bonus dont 6 inédits, Magic records/EMI, 1999 et EMI, 2001)
- 1965 : J'ai embrassé une autre fille (33 t. 12 titres, Pathé-Marconi, rééd. 1966 sous le nom Reminiscenses of - Vol. 3)
- 1966 : Mister Pitiful (33 t. 14 titres, Pathé-Marconi)
- 1968 : Dick Rivers Story (33 t. 12 titres, Pathé-Marconi)
- 1969 : L'? ou L'interrogation (33 t. 12 titres, Pathé-Marconi), rééd. CD Warner Music France, Parlophone, en 2016
- 1971 : Bye bye Lily (33 t. 12 titres, Victor/RCA, rééd. CD RCA/BMG en 1997 + 4 bonus dont 2 inédits)
- 1971 : Dick n'roll (33 t. 15 reprises en anglais, Victor/RCA, rééd. CD RCA/BMG en 1997)
- 1972 : The Rock machine (33 t. 15 titres en anglais, Victor/RCA, rééd. CD RCA/BMG en 1997)
- 1972 : Rockin' along… the River's country side (33 t. 16 titres en anglais, Shotgun, 1972 et Sonopresse, 1973)
- 1973 : Va, va, va (33 t. 10 titres, Decca)[103]
- 1974 : Rock & roll star (33 t. 12 titres, Mouche/Sonopresse)
- 1975 : The Dick Rivers Connection (33 t. 10 titres en anglais, Mouche/Sonopresse)
- 1975 : Mississippi River's (33 t. 14 titres, Mouche/Sonopresse)[47],[48]
- 1977 : Dixie (33 t. 13 titres, Mouche/Sonopresse CD 16 titres Mouche records 2010)
- 1978 : Je continue mon rock 'n' slow (33 t. 12 titres, Mouche/Sonopresse, rééd. CD RCA/BMG en 1997 + 2 bonus inédits de 1975)
- 1979 : De luxe (33 t. 10 titres, Mouche/Sonopresse, rééd.  CD RCA/BMG en 1997 + 2 bonus en anglais)
- 1980 : Tendre Teddy Boy (33 t. 12 titres Mouche/Carrère, rééd. CD Mouche/Sony en 2001 + 3 bonus de 1980 dont 1 inédit)
- 1982 : Love, love, love (Voir Les Chats sauvages) (Album du 20e anniversaire - 33 t. 10 titres, RCA)
- 1982 : Sans légende (33 t. 10 titres, RCA, et CD RCA, rééd. avec 1 bonus)
- 1983 : Rock'n'roll poète (33 t. 6 titres, RCA)
- 1985 : Coup de tête (33 t. 9 titres, RCA)
- 1989 : Présente Linda Lu Baker (double 33 t. et double CD 18 titres, CBS)
- 1991 : Holly days in Austin (CD 20 titres en français, New Rose 270 / CD 12 titres en anglais, New Rose 274, également sorti en 1993 au Canada sous le nom Les Grandes Chansons de Buddy Holly par Dick Rivers, album anglais)
- 1995 : Plein soleil (CD Wea 13 titres)
- 1998 : Vivre comme ça… entre la terre et l'amour (CD RCA/BMG 13 titres)
- 2001 : Amoureux de vous ! (CD Mouche/Edel, 13 titres + 1 bonus sur picture-disc)
- 2006 : Le Mauvais Joueur (CD EMI, avec une 18e piste cachée : Les Yeux bleus (Pleurant sous la pluie))
- 2008 : L'Homme sans âge (CD EMI 12 titres)
- 2011 : Mister D (CD Mouche/XIII Bis Records 12 titres)
- 2014 : Rivers (CD 12 titres Verycords)

### Enregistrements en public
- 1994 : En concert au Capitole (CD PGC/Select, Canada)
- 1996 : AuthenDick (double CD RCA/BMG, 1996 et Magic records, 1999 + 4 titres live inédits dont 3 aux Francofolies 1999 de Spa)
- 2012 : Gran'Tour (3 × 33 t. ou 2 CD + 1 DVD live, concert de l'Olympia de mars 2012)
- 2019 : Live 2018 (CD 17 titres / Prod ect)
- 2020 : Rock'n'roll Show (Dick Rivers Francis Cabrel et Les Parses / live inédit enregistré en 1990)

### Principales compilations
- 1994 : Very Dick - Le meilleur de Dick Rivers entre 61 et 91  (1 CD 20 titres, EMI, avec 1 inédit en anglais In your shoes)
- 1994 : Very Dick - Le meilleur de Dick Rivers entre 61 et 91  (triple CD, 60 titres, EMI, aucun inédit)
- 1999 : Tu n'es plus là  (CD 21 titres dont 6 inédits, Magic Records/EMI, rééd.2001)
- 2003 : AutoRivers  (CD Mouche/Warner, 22 titres dont 3 inédits)
- 2006 : 20 Chansons d'or (EMI France)
- 2008 : Platinum collection (EMI triple CD 64 titres, avec l'inédit Hawaï)
- 2017 : 5/5 (Mouche records, triple CD 55 titres, quelques raretés, dont C'est extra de Léo Ferré).

### Titres isolés et inédits
- 1967 : 1 inédit : Le Vicomte (BO du film Le vicomte règle ses comptes)   (EP Ducretet-Thomson 460 V 753)
- 1971 : 2 inédits : Sorina et Mal de ne plus t’aimer, sur une de ses nombreuses compilations, Pardon si tu m’aimes  (33 t. Jupiter YDS 8033)
- 1974 : environ la moitié du double album Rock’n’roll story interprété sous le nom de The Rock Band Revival (le reste interprété par Alain Bashung) (33 t. Festival ALB 122)[104].
- 1991 : 1 inédit : Y’a que ça de vrai (face A de son CD single New Rose NEW 159 CD)
- 2003 : chante  My Baby Left Me  et Mystery Train, sur le double CD collectif live Autour du blues, vol. 2  (Créon Music / Virgin 592855 2)
- 2009 : 1 inédit : Photograph sur l'album de Oi Va Voi Traveling the Face of the Globe.
- 2012 : 1 titre sur l’album Mes amours, mes amis de Paul Daraîche (CD MP3 Disques / Select AMPCD 7907)
- 2013 : chante sur le titre  Super-héros sur l’album pour enfants Le Grand Bazar, du groupe Weepers Circus
- 2018 : titre Africa, en duo avec Julien Doré, sur son album Vous & moi.
- 2019 : Cheyenne Blue Sky (feat. Dick Rivers) Franz Robert Wild, sur son album Change.

## Filmographie

### Cinéma
- 1999 : La Candide Madame Duff de Jean-Pierre Mocky : L'inspecteur Lévy
- 2003 : Le Furet de Jean-Pierre Mocky : El Malo
- 2017 : Mi-temps, court-métrage de Lotfi Bahmed et Marie Sauvion, avec Manu Payet et Bruno Solo : lui-même

### Télévision
- 1985 : La Dame du désert
- 1987 : Dorothée Show
- 1987 : Objectif Nul (émission) : apparition
- 1998 : Ivre-mort pour la patrie, opérette du Professeur Choron
- 2007 : Un amour de fantôme, téléfilm d'Arnaud Sélignac avec Virginie Efira : Chalopin

### Doublage
- 2003 : voix française de Shere Khan dans Le Livre de la jungle 2 de Steve Trenbirth
- 2005 : voix française du Zugor dans Tarzan 2 de Brian Smith
- 2006 : voix française du passeur dans Arthur et les Minimoys de Luc Besson

## Théâtre
- 2004 : Les Paravents de Jean Genet, mise en scène Jean-Baptiste Sastre, Théâtre national de Chaillot, Théâtre Dijon Bourgogne

## Ouvrages

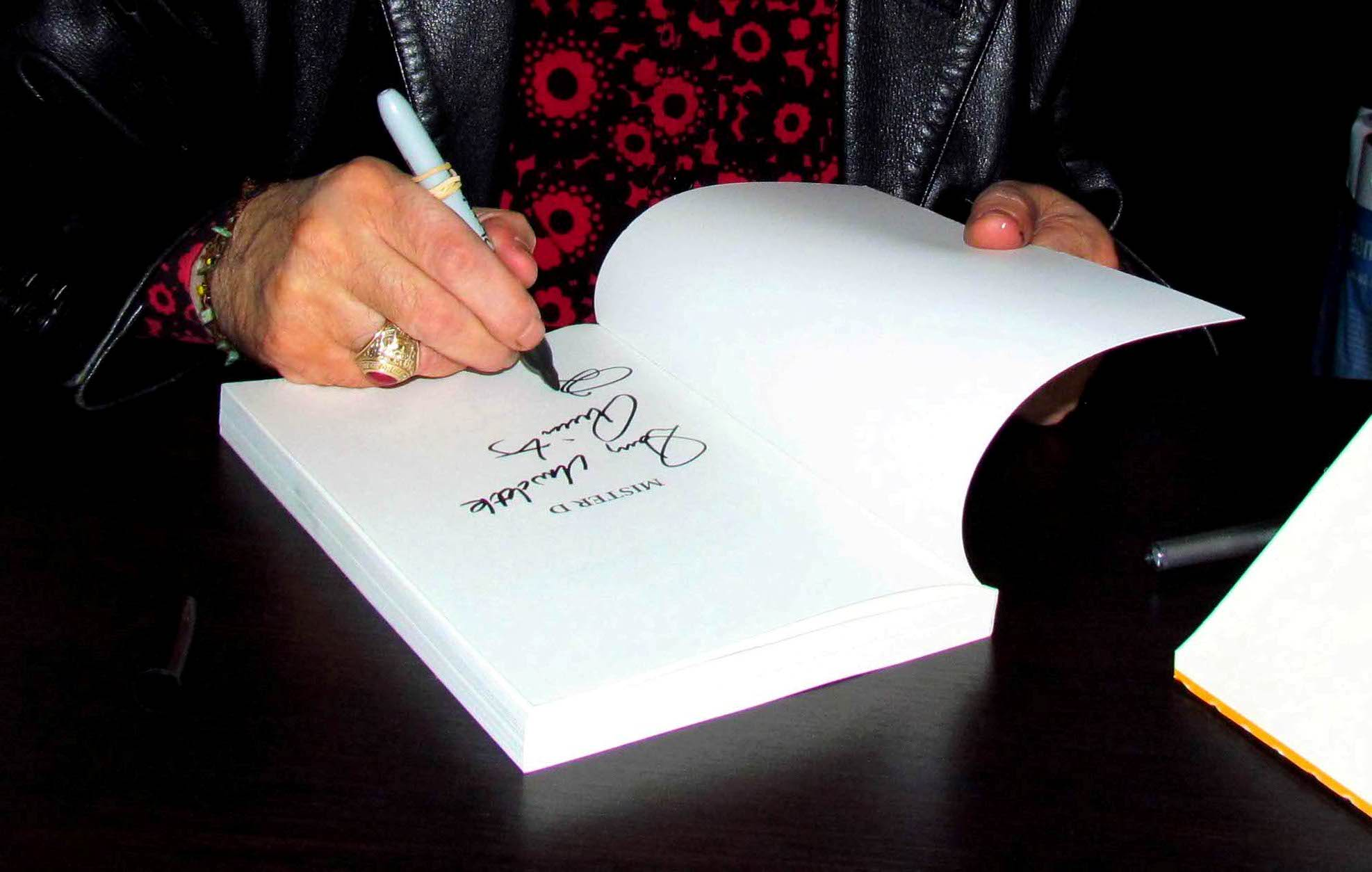
Dick Rivers dédicaçant son ouvrage Mister D en 2012.

- Hamburger, Pan-Bagnat, Rock'n roll, etc., Michel Lafon-Carrère, 1986.  (ISBN 2-86804-344-5)[105]
- Complot à Memphis, Édition no 1, 1989.
- Very Dick, Michel Lafon, 1996.
- Texas Blues, Jean-Claude Lattès, 2001.
- Avec Allan Penniman et Mary Anderson, Rock'n'roll, Le Pré aux Clercs, 2006.
- Mister D, Florent Massot éditions, 2011.